# Ehrenfried Patzel
Ehrenfried Patzel ou Čestmír Patzel (né le 2 décembre 1914 à Karbitz et mort le 8 mars 2004) est un footballeur tchécoslovaque et allemand des années 1930 et 1940.

## Biographie
En tant que gardien, Ehrenfried Patzel fut international tchécoslovaque à quatre reprises (1934-1935) pour aucun but inscrit. Il fit partie des joueurs sélectionnés pour la Coupe du monde de football de 1934, mais il ne joua aucun match, barré par František Plánička. Il fut finaliste du tournoi.
Il commença sa carrière en 1932 au Teplitzer FK (de), pendant dix saisons, sans rien remporter. Mais il fut transféré en 1942 aux Offenbacher FC Kickers, pendant six saisons, remportant deux fois la Gauliga Hessen-Nassau en 1943 et en 1944.

## Clubs
- 1932-1942 :  Teplitzer FK (de)
- 1942-1948 :  Offenbacher FC Kickers

## Palmarès
- Gauliga Hessen-Nassau
  - Champion en 1943 et en 1944
- Coupe du monde de football
  - Finaliste en 1934